# Elke Winkens
Elke Winkens (* 25. března 1970 Linnich) je německá herečka. Známá je mimo jiné díky seriálu Komisař Rex, ve kterém ztvárnila postavu komisařky Niki Herzogové. Je svobodná a trvalé bydliště má ve Vídni. Pracuje jako herečka v divadle (ve Vídni).

## Život
Vystudovala tanec a později balet. Nakonec se stala profesionální cvičitelkou. Herectví studovala na London Studio Center School. Další tři roky tancovala a zpívala ve Vídeňském divadle. Občas se objevila na scéně v kabaretě "Hektiker" a všechno směřovalo k divadlu. V roce 1995 se poprvé objevila na televizní obrazovce jako moderátorka, vzápětí si jí všiml i rakouský a německý film. A tak odstartovala svoje herecké ambice. O pět let později se objevila v seriálu Komisař Rex a to v díle s názvem V poslední sekundě. Šlo o 6. díl v 6. sérii, kdy poprvé hrála vedle Gedeona Burkharda. Ztvárnila v něm roli zdravotní sestry Ines Schneiderové. Později se v tomto seriálu objevuje se svým hereckým kolegou Alexem Pschillem jako komisařka Niki Herzogová. Pro tuto roli byla vybrána mezi 120 uchazečkami.

## Galerie

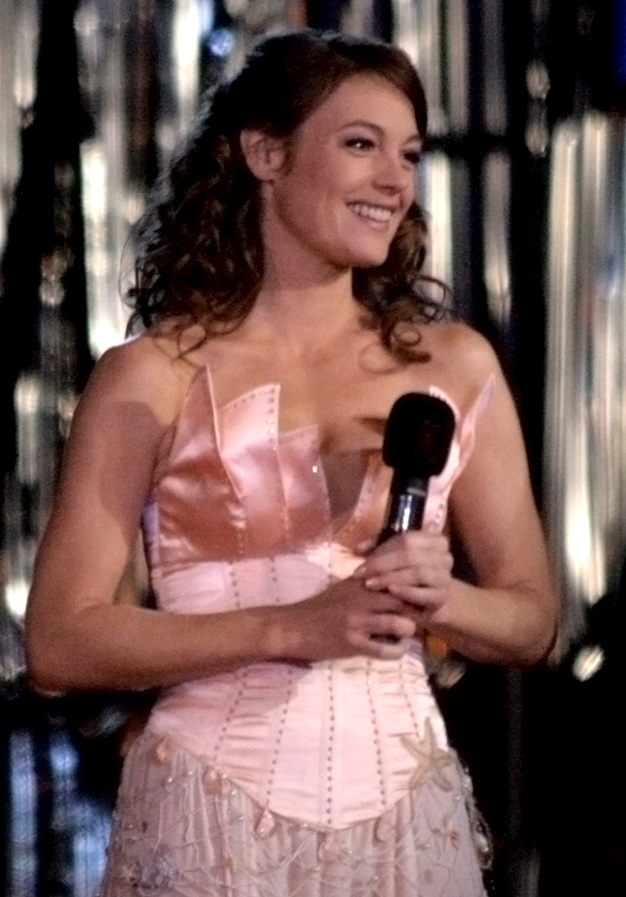
Elke Winkens